# 17 (canção)
"17" é uma canção da cantora canadense Avril Lavigne, gravada para o seu quinto álbum de estúdio epônimo. Foi escrita por Lavigne, J Kash e Martin Johnson, e produzida pelo último com o auxílio de Brandon Paddock e Kyle Moorman. A sua gravação decorreu em 2013 nos Henson e Conway Recording Studios — ambos localizados em Los Angeles, Califórnia — e a sua mixagem foi realizada no MixStar Studios, localizado em Virginia Beach, Virgínia, no mesmo ano. 
Embora não tenha recebido lançamento como single, devido às vendas após o lançamento do disco, conseguiu entrar em uma tabela musical sul-coreana.

## Recepção crítica
"17" foi aclamado pela crítica, com muitos elogiando sua natureza cativante. Ao rever seu álbum de origem, a Billboard teceu um comentário positivo, escrevendo que "Avril Lavigne tinha 17 anos quando ela estava colocando juntas as músicas do seu álbum Let Go, que estreou em 2002, e aos 29 anos de idade olha para trás sobre aquela produção pop-rock, '17'. Como as canções da Avril que a precederam, é incrivelmente organizada, tocando num ritmo constante, composto de dedilhas acústicas longos e vocais gritantes que refletem o brilho travesso da juventude". A Idolator também deu uma avaliação positiva, afirmando que "17" "precisa desesperadamente de um tratamento único adequado, mas talvez seria melhor esperar até a primavera para fazê-lo. Se alguma vez uma canção foi destinada para cantos em grupo no verão, é um presente". O site Starpulse.com também foi neutro-positivo, pois enquanto "17" foi descrita como "agradável", observou-se que "cai num tom abaixo em 'Rock N Roll' ou 'Here's to Never Growing Up'.
A Sputnikmusic.com comentou que "17" "permanece o curso", ao falar sobre faixas de abertura do álbum, apreciando Lavigne, recordando seus tempos de colégio de aprender a "quebrar as regras". A MusicOMH.com ofereceu uma avaliação positiva, escrevendo: "O agitado, Dr Luke - denominado 17 é grande - muito, muito grande." No entanto, o site também escreveu que "como com os dois singles na frente, é impossível livrar-se do fantasma de números recentes de Taylor Swift à espreita no fundo. À medida que o modelo mais novo, mais novo, Swift simplesmente faz isso melhor, de uma forma mais clínica nível - e enquanto esforço derivado de Avril é um dos pedaços mais alegres de levantar a rádio pop que você vai ouvir todo o ano, ele vem afligido com uma sensação de esmagamento de pungência que em outra época, outra vez, esta tinha para ser uma infalível número 1 e que agora, seria sorte raspar o Top 20." A Absolutepunk.net também escreveu: "A outra contribuição de Johnson, um destaque nostálgico chamado "17", vê o encarregado de Boys Like Girls como uma reciclagem de ideias de sua própria música ('The Great Escape', 'Thunder', e 'The First Time' de todos vêm à mente), mas a atmosfera de cidade pequena no verão da canção ainda é nada menos do que infeccioso."
A The Guardian escreveu: "Particularmente pungente é a nova onda, a canção de amor barulhenta '17', que saudosamente olha para trás na época ela conheceu seu skater adolescente. O escritor Sam Lansky descreveu "17" como a música mais promissora do álbum. Nick Catucci da Entertainment Weekly descreveu a canção como "quase perfeita", e tinha "benefícios brevistilas acústicos hyper de um spritz do melancólico."

## Faixas e formatos
| Download digital |        |                                       |         |  |
| N.º              | Título | Compositor(es)                        | Duração |  |
| 1.               | "17"   | Avril Lavigne, Martin Johnson, J Kash | 3:24    |  |

## Desempenhos nas paradas
Devido à comercialização, a canção estreou na quarta posição da tabela musical Gaon Digital Chart da Coreia do Sul, com cerca de 25.666 downloads digitais pagos em sua primeira semana, permanecendo na parada por dois meses seguidos. Em março de 2014, suas vendas somavam um total maior que 61.531 downloads em território sul-coreano.
| País/Parada (2013)                 | Melhor posição |
| ---------------------------------- | -------------- |
| Coreia do Sul - Gaon Digital Chart | 4              |

## Créditos
Todo o processo de elaboração da canção atribui os seguintes créditos pessoais:
- Avril Lavigne – vocalista principal e composição;
- J Kash – composição;
- Martin Johnson – composição, produção, guitarra elétrica, guitarra acústica, piano, percussão, programação, instrumentação adicional e vocais de apoio;
- Brandon Paddock – produção adicional, programação e baixo;
- Kyle Moorman – produção adicional e programação;
- John Hanes – engenheiro de mixagem;